# Pădurea Izvorul Alb
Pădurea Izvorul Alb este o arie protejată de interes național ce corespunde categoriei a IV-a IUCN (rezervație naturală de tip forestier) situată în județul Bacău, pe teritoriul administrativ al orașului Dărmănești.

## Localizare
Având o suprafață totală de 3 hectare se află la poalele Munțiilor Nemira, în partea nord-vestică a județului Bacău, pe versantul drept al pârâului Izvorul Alb, deasupra Lacului Poiana Uzului.

## Descriere
Pădurea este constituită din câteva sute de arbori de tisă (Taxus baccata) cu înălțimea de 6-7 m, pe o suprafață de 3 hectare, la o altitudine de 600-700 m.